# ذي حرم (البيضاء)

تعديل مصدري - تعديل

ذي حرم هي إحدى قرى عزلة الشرف بمديرية البيضاء التابعة لمحافظة البيضاء، بلغ تعداد سكانها 272 نسمة حسب تعداد اليمن لعام 2004.